# 東海フラッシュニュース
『東海フラッシュニュース』（とうかいフラッシュニュース）は、東海テレビで放送された中日新聞制作協力のローカルニュース番組である。

## 概要
FNN東海テレニュースの前番組である。
「TOKAI FLASH NEWS」のロゴが並べられた青色の背景の上に「東海フラッシュニュース」ロゴを表示する静止画。その後スポンサーの表示画面（これも静止画）へ移る。EDは「終」表示を加えたタイトルと下方にスポンサーを表示した静止画。提供つきでも音楽は10秒きっちり流れた。 スポンサーがない場合は、EDは白い正方形の中の明朝体の「終」表示を加えたタイトルの下を表示した静止画。
なおこの当時はキャスターが画面に登場せずニュース項目の字幕スーパーが表示されたり、静止画で事件現場のポイントが地図上に落とされ被害者・被疑者の氏名が被されるのみでVTRが割愛されることが頻繁にあった。 

### 1985年10月-1991年
地球から東海テレビのマークを形成する3DCG。テーマ曲は、シンセサイザーを使ったものに変更された。「FNN東海テレニュース」「東海フラッシュニュース FNN」「中日新聞テレビ日曜夕刊 FNN」(日曜夕刊だけ例外的に15秒)共通仕様。 
5秒EDはブルーバックで、10秒EDで提供つきの場合はEDはすべて無音で5秒提供+5秒ブルーバックEDになる。 
(逆に提供つき10秒OPの場合は5秒OP+ブルーバック無音5秒提供) 
「東海フラッシュニュース FNN」は提供つきの場合5秒OP+5秒提供になる。 

### 1991年頃-1993年
OPはそのままだがエンディングの音楽とCG変更。この時期から5分間スポットニュースも「東海フラッシュニュース FNN」から「FNN東海テレニュース」に統合された。(ただし過渡期の頃はEDクレジットの変更が追いつかなかったのかOPがFNN東海テレニュースでEDが東海フラッシュニュース FNNだったこともあった模様) 
「中日新聞テレビ日曜夕刊 FNN」用はまったく別系統になる。 
提供と一体でない5秒EDはブルーバック無音ではなくなる。 
(10秒と同じく新規に作成された) 
次番組はFNN東海テレニュース。

## 放送時間
- 月曜日 - 日曜日 20:54 - 21:00